# Ada Međica
Ada Međica (en serbe cyrillique : Ада Међица) est un quartier de Belgrade, la capitale de la Serbie. Il est situé dans la municipalité urbaine de Novi Beograd.

## Présentation
Plus qu'un véritable quartier, Ada Međica est une île fluviale située sur la Save, au nord de l'île d'Ada Ciganlija. Elle mesure 1 km dans le sens de la longueur et 200 m dans le sens de la largeur.
Couverte par une forêt, Ada Međica n'est pas habitée en permanence. En revanche, quelques Belgradois y possèdent une résidence secondaire et, pendant l'été, environ 2 000 personnes viennent y passer la fin de semaine malgré le manque d'installations touristiques.
L'une des communautés locales qui constitue le quartier des Blokovi à Novi Beograd portait le nom d'Ada Međica dans les années 1990 ; en 2002, il comptait 4 636 habitants.
En serbe, le nom de l'île signifie « l'île fluviale de la frontière » ; il rappelle qu'Ada Međica s'est trouvée aux limites de nombreux États : l'Empire romain, l'Empire byzantin, l'Empire ottoman, l'empire d'Autriche etc.